# 御殿場市
御殿場市（ごてんばし）は、静岡県東部に位置する、人口約8.5万人の市。富士山周辺・箱根観光への交通拠点となっている高原都市である。標高が高いことから気候は冷涼で、降水量が多い。

## 概要
御殿場市は富士山東南側の麓にあり、市街地の標高は約250 - 700 m（市役所は450 m）である。気候は冷涼多雨で、年平均気温は13.2°C、年平均降水量は2,874.6 mmとなっており、湿度が高く霧が発生することも多い。冬は静岡県内の都市としては寒さが非常に厳しく、雪が降ることが多い。また、夏は涼しく、猛暑日や熱帯夜が観測されたことはほとんどない。なだらかに傾斜した土地は主に水田などに利用され、のどかな景観をつくっている。
富士登山の拠点として栄え、1889年（明治22年）の東海道線（現：御殿場線）開業以降は富士登山口や避暑地としても発展した。東名高速道路開通で工業の進出も盛んになった。
1912年（明治45年）には陸軍が演習場を開設し、軍隊の町（軍都）という性格も帯びるようになった。現在も陸上自衛隊の3つの駐屯地（板妻、駒門、滝ヶ原）と本州最大の演習場である東富士演習場、また、在日米軍海兵隊のキャンプ富士地区があり、市域の3分の1が防衛関連で利用されている。毎年8月には富士総合火力演習が行われる。
避暑地としての性格も健在で、市内にはゴルフ場が点在し、三井住友VISA太平洋マスターズの大会が毎年開催される。また、日本最大級のアウトレットモールである御殿場プレミアムアウトレットがある。富士山御殿場口は、他の富士登山道に比べて自動車で登れる五合目の位置が低いため、砂走りを楽しむ下山道として利用されることが多い。この登山道を利用して富士登山駅伝が行われる。

### 地理
御殿場市は富士山と箱根の弓状の裾野に広がる高原に位置している。丹沢山地と愛鷹山の麓はそれぞれ小山町北郷地区・須走地区と裾野市須山地区になっているが、地形的には一体化している。
南側は裾野市に隣接し、さらにその南は、三島市や沼津市などがある田方平野が駿河湾に向かって開けている。
市域南部は駿河湾へ注ぐ狩野川水系の黄瀬川、北部は相模湾へ注ぐ酒匂川水系の鮎沢川の流域になっている。二つの川の分水界はおおむね御殿場駅付近である。
東山湖という灌漑用溜め池がある。現在は魚釣りに利用されており、ここではニジマス等の鱒類の魚が放流されている。
市の面積では、集落地、山岳地、演習地が、概ね3分の1ずつの広さとなっている。

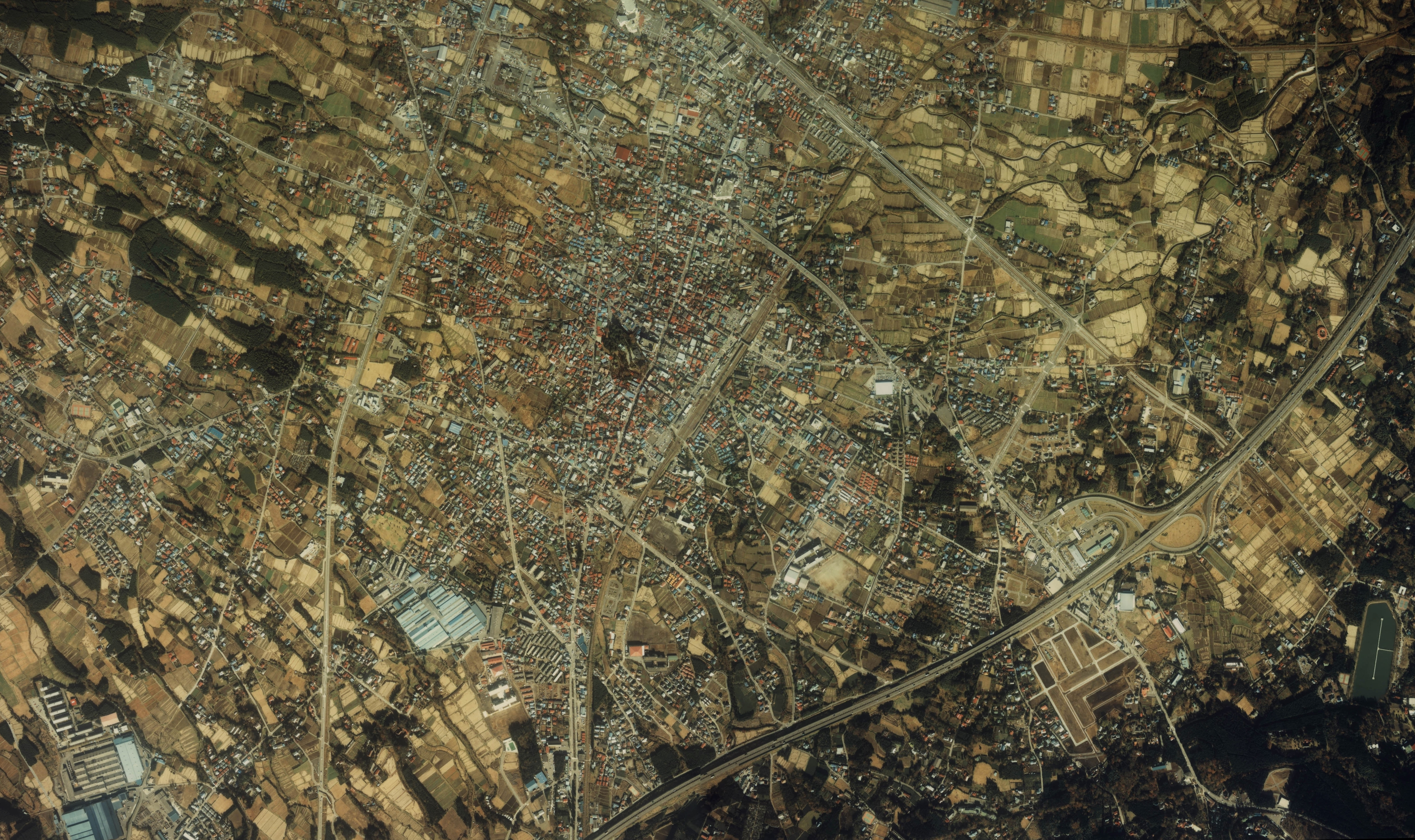
御殿場市中心部周辺の空中写真。1983年撮影の3枚を合成作成。
。

### 気候と気象
夏季に雨が多く、冬は晴れる太平洋側気候だが、標高が高いため冷涼な気候である。駿河湾や相模湾からの湿った空気が富士山付近で雲になりやすいため、降水量が多い。また、雲や霧の発生も多く、年間日照時間は1,733.9時間と、三島市の2,003.2時間と比べて少なくなっている。
梅雨の時期は雨や霧が多い。夏の日中は蒸し暑くなるが、夕方以降は気温が下がり快適な日が多い。猛暑日が観測されたのは4回、熱帯夜が観測されたのは2回のみである。
冬は晴れの日が多いが、太平洋岸を低気圧が通過する際に（いわゆる南岸低気圧）大雪になりやすく、市街地で30cmほどの積雪になる場合がある（過去には80cmを越える積雪もあった。）。
富士山、丹沢、箱根山、愛鷹山に囲まれた複雑な地形のため、局地的な前線が発生し、御殿場や箱根だけが雨や雪になることがあり、御殿場では御厨の私雨（みくりやのわたくしあめ）とも呼ばれる。富士山に笠雲がかかると雨が降るという古くからの民間の気象知識は現在でもよく知られている。
| 御殿場（1991年 - 2020年）の気候                              | 御殿場（1991年 - 2020年）の気候 | 御殿場（1991年 - 2020年）の気候 | 御殿場（1991年 - 2020年）の気候 | 御殿場（1991年 - 2020年）の気候 | 御殿場（1991年 - 2020年）の気候 | 御殿場（1991年 - 2020年）の気候 | 御殿場（1991年 - 2020年）の気候 | 御殿場（1991年 - 2020年）の気候 | 御殿場（1991年 - 2020年）の気候 | 御殿場（1991年 - 2020年）の気候 | 御殿場（1991年 - 2020年）の気候 | 御殿場（1991年 - 2020年）の気候 | 御殿場（1991年 - 2020年）の気候 |
| 月                                                           | 1月                             | 2月                             | 3月                             | 4月                             | 5月                             | 6月                             | 7月                             | 8月                             | 9月                             | 10月                            | 11月                            | 12月                            | 年                              |
| ------------------------------------------------------------ | ------------------------------- | ------------------------------- | ------------------------------- | ------------------------------- | ------------------------------- | ------------------------------- | ------------------------------- | ------------------------------- | ------------------------------- | ------------------------------- | ------------------------------- | ------------------------------- | ------------------------------- |
| 最高気温記録 °C （°F）                                       | 16.2 (61.2)                     | 20.3 (68.5)                     | 22.4 (72.3)                     | 26.4 (79.5)                     | 30.3 (86.5)                     | 34.3 (93.7)                     | 35.2 (95.4)                     | 36.7 (98.1)                     | 33.0 (91.4)                     | 29.2 (84.6)                     | 24.3 (75.7)                     | 20.2 (68.4)                     | 36.7 (98.1)                     |
| 平均最高気温 °C （°F）                                       | 7.8 (46)                        | 8.6 (47.5)                      | 11.7 (53.1)                     | 16.5 (61.7)                     | 20.8 (69.4)                     | 23.5 (74.3)                     | 27.1 (80.8)                     | 28.7 (83.7)                     | 25.5 (77.9)                     | 20.3 (68.5)                     | 15.4 (59.7)                     | 10.4 (50.7)                     | 18.0 (64.4)                     |
| 日平均気温 °C （°F）                                         | 2.7 (36.9)                      | 3.5 (38.3)                      | 6.6 (43.9)                      | 11.5 (52.7)                     | 15.9 (60.6)                     | 19.2 (66.6)                     | 22.9 (73.2)                     | 24.1 (75.4)                     | 20.9 (69.6)                     | 15.6 (60.1)                     | 10.3 (50.5)                     | 5.2 (41.4)                      | 13.2 (55.8)                     |
| 平均最低気温 °C （°F）                                       | −1.9 (28.6)                     | −1.2 (29.8)                     | 1.9 (35.4)                      | 6.8 (44.2)                      | 11.7 (53.1)                     | 16.0 (60.8)                     | 20.1 (68.2)                     | 21.0 (69.8)                     | 17.5 (63.5)                     | 11.6 (52.9)                     | 5.7 (42.3)                      | 0.5 (32.9)                      | 9.1 (48.4)                      |
| 最低気温記録 °C （°F）                                       | −8.8 (16.2)                     | −12.2 (10)                      | −8.8 (16.2)                     | −4.8 (23.4)                     | 2.4 (36.3)                      | 8.0 (46.4)                      | 11.3 (52.3)                     | 12.9 (55.2)                     | 7.0 (44.6)                      | 0.9 (33.6)                      | −4.8 (23.4)                     | −7.7 (18.1)                     | −12.2 (10)                      |
| 降水量 mm （inch）                                           | 104.6 (4.118)                   | 128.9 (5.075)                   | 253.3 (9.972)                   | 248.4 (9.78)                    | 255.7 (10.067)                  | 297.4 (11.709)                  | 361.4 (14.228)                  | 247.5 (9.744)                   | 372.5 (14.665)                  | 315.2 (12.409)                  | 185.5 (7.303)                   | 104.3 (4.106)                   | 2,874.6 (113.173)               |
| 平均月間日照時間                                             | 173.7                           | 155.4                           | 151.6                           | 163.2                           | 155.4                           | 103.6                           | 118.6                           | 157.7                           | 115.7                           | 129.7                           | 147.1                           | 165.7                           | 1,733.9                         |
| 出典：気象庁（平均値：1991年 - 2020年、極値：1976年 - 現在） |                                 |                                 |                                 |                                 |                                 |                                 |                                 |                                 |                                 |                                 |                                 |                                 |                                 |

## 歴史
奈良時代、東海道足柄路の横走（よこばしり）駅が、現在の御殿場市から小山町竹之下の辺りにあったらしい。平安時代に書かれた『更級日記』によれば横走の関であり、傍らに岩壺という名泉があったという。
平安時代後期1100年頃の伊勢神宮の荘園「大沼鮎沢御厨」があった。これ以降、御殿場市や小山町あたりを御厨（みくりや）と呼ぶ。
戦国時代、境目の地域として、駿河国の今川氏、相模国の後北条氏、甲斐国の武田氏による争奪の舞台となる（河東一乱）。特に後北条氏、武田氏による深沢城の戦いが知られる。
江戸時代は小田原藩領になる。1707年（宝永4年）に起きた富士山の 宝永大噴火で壊滅的な被害を受け、小田原藩では対処しきれないため天領（江戸幕府直轄地）となり、後に小田原藩領に戻る。
幕末の1868年（慶応3年）、大政奉還で幕府将軍を退いた徳川宗家に 駿府藩（静岡藩）の一部として与えられた。1871年（明治4年）、廃藩置県に伴い静岡県に編入された。
1889年（明治22年）2月1日には、現在より北寄りのルートで整備された東海道本線（現在の御殿場線）が開通し、御殿場駅が開設された。
1889年（明治22年）4月1日の町村制施行により、駿東郡御厨町、富士岡村、原里村、印野村、玉穂村、高根村が誕生。御厨町は1914年（大正3年）に御殿場町へ改称された。
1923年（大正12年）9月1日に発生した関東地震（関東大震災）では、現在の御殿場市域も大きな被害を受けた。

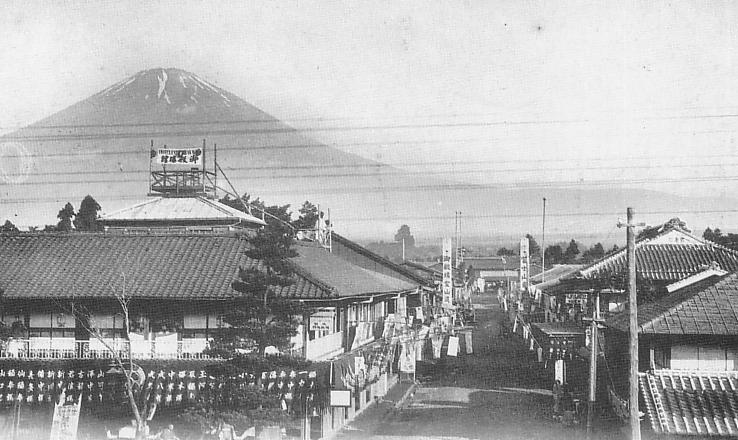
終戦前の御殿場市街

1929年（昭和4年）2月10日、市内にあった製糸工場から出火。女子工員ら14人が死亡。
1934年（昭和9年）12月1日に丹那トンネルが開通して東海道本線のルートが熱海駅経由に変更され、一時的に人口流出現象が起こる。
太平洋戦争後の1955年（昭和30年）2月11日、駿東郡御殿場町、富士岡村、原里村、印野村、玉穂村が対等合併して市制が施行され、御殿場市が誕生。1956年（昭和31年）1月1日には駿東郡高根村を、1957年（昭和32年）9月1日には駿東郡小山町の古沢地区を編入した。
1969年（昭和44年）5月26日に東名高速道路御殿場インターチェンジ（IC）が、2012年（平成24年）4月14日には新東名高速道路御殿場ジャンクション（JCT）が供用開始となった。

### 地名
平安時代に伊勢神宮の荘園（大沼鮎沢御厨）があったことから、現在の御殿場市、小山町、および裾野市の一部は「御厨」と呼ばれた。
1616年に亡くなった徳川家康の遺体を久能山東照宮から日光東照宮へ移送する際に仮の御殿を建てて、遺体を安置したところから「御殿場」という地名は生まれた。御殿の位置は御殿場高校そばの吾妻神社付近だったとされている。御殿建設の際に各地から職人が集められ、御殿場市御殿場付近の町「御殿新村（御殿場村）」が形成された。
明治時代になり、町村制（明治の大合併）に対応して御殿場村と周辺の集落が合併する際に新しい町の名称として「御殿場町」とする案が挙がった。しかし、他の村に配慮して、古来の地名である「御厨町」が採用された。御厨町誕生時に既に御殿場駅や御殿場郵便局が開業していたこと、県内に磐田郡御厨村・南御厨村が存在していたことなどから、ほどなくして知名度が高い御殿場町に改称された。なお、御厨町（御殿場町）の範囲は旧来の御厨の一部にすぎない。
現在は、御厨という語は主に御殿場市や小山町で、古風さや郷愁を感じさせる表現として用いられる。また、両市町を合わせて「御厨地方」と呼ぶ場合がある。
御殿場のローマ字表記は旧ヘボン式のGotembaと、修正ヘボン式（訓令式とも共通）のGotenbaが使われ、統一されていない。御殿場市の公式サイトではGotembaとしている。
他に、御殿場市と小山町、場合によっては裾野市も合わせて「北駿地方」（ほくすん）と呼ぶこともある。

## 人口
| |                                          |  |
| 御殿場市と全国の年齢別人口分布（2005年） | 御殿場市の年齢・男女別人口分布（2005年） |  |
| ■紫色 ― 御殿場市 ■緑色 ― 日本全国 | ■青色 ― 男性 ■赤色 ― 女性                |  |
| 御殿場市（に相当する地域）の人口の推移 \| 1970年（昭和45年） \| 55,997人 \| \| \| 1975年（昭和50年） \| 62,722人 \| \| \| 1980年（昭和55年） \| 69,261人 \| \| \| 1985年（昭和60年） \| 74,882人 \| \| \| 1990年（平成2年） \| 79,557人 \| \| \| 1995年（平成7年） \| 81,803人 \| \| \| 2000年（平成12年） \| 82,533人 \| \| \| 2005年（平成17年） \| 85,976人 \| \| \| 2010年（平成22年） \| 89,030人 \| \| \| 2015年（平成27年） \| 88,078人 \| \| \| 2020年（令和2年） \| 86,614人 \| \| |                                          |  |
| 総務省統計局 国勢調査より |                                          |  |
| 1970年（昭和45年） | 55,997人                                 |  |
| 1975年（昭和50年） | 62,722人                                 |  |
| 1980年（昭和55年） | 69,261人                                 |  |
| 1985年（昭和60年） | 74,882人                                 |  |
| 1990年（平成2年） | 79,557人                                 |  |
| 1995年（平成7年） | 81,803人                                 |  |
| 2000年（平成12年） | 82,533人                                 |  |
| 2005年（平成17年） | 85,976人                                 |  |
| 2010年（平成22年） | 89,030人                                 |  |
| 2015年（平成27年） | 88,078人                                 |  |
| 2020年（令和2年） | 86,614人                                 |  |

複数の自衛隊の駐屯地を有する関係上20代・30代の男性人口が多く、2015年の国勢調査によると人口性比（女性100人あたりの男性の人口）は105.2と男性の割合が高い。

## 行政
- 市長：勝又正美

### 歴代市長
特記なき場合『御殿場市統計書 平成22年度版』による。
| 代 | 氏名     | 就任                     | 退任                       | 備考                         |
| -- | -------- | ------------------------ | -------------------------- | ---------------------------- |
| 1  | 勝又春一 | 1955年（昭和30年）3月8日 | 1964年（昭和39年）12月24日 | 在職中死去                   |
| 2  | 勝又藤男 | 1965年（昭和40年）2月7日 | 1969年（昭和44年）2月6日   |                              |
| 3  | 鈴木勝巳 | 1969年（昭和44年）2月7日 | 1981年（昭和56年）2月6日   |                              |
| 4  | 大庭健三 | 1981年（昭和56年）2月7日 | 1993年（平成5年）2月6日    |                              |
| 5  | 内海重忠 | 1993年（平成5年）2月7日  | 2001年（平成13年）2月6日   |                              |
| 6  | 長田開蔵 | 2001年（平成13年）2月7日 | 2009年（平成21年）2月6日   |                              |
| 7  | 若林洋平 | 2009年（平成21年）2月7日 | 2021年（令和3年）8月31日   | 参議院補欠選挙出馬に伴い辞職 |
| 8  | 勝又正美 | 2021年（令和3年）10月4日 | 現職                       |                              |

### 市役所・支所と財産区
市役所のほかに各地区に支所と財産区が設置されている。富士山麓の広大な原野は古くから周辺の村々の入会地として利用されてきた。明治時代以降、これらの土地は町村制によって成立した町村の共有地、後に所有地として引き継がれた。昭和の大合併に際し、これらの町村有地は合併新市ではなくて、地元で管理したいという意向が出されたことから、御殿場町、富士岡村、原里村、玉穂村、印野村の五町村は合併の条件として財産区を設置し、財産区が引き続き土地を管理することを決定した（御殿場市建設に伴い合併町村に財産区を設定する協定書）。こうして、御殿場市発足時、御殿場、原里、玉穂、印野の各財産区が設置され、町村有地が引き継がれた。富士岡村はあまり村有地がなかったことから、財産区を設置しなかった。後に高根村編入時も同じように財産区が設置された。財産区は東富士演習場の賃借料を主な収入としている。
財産区は独自の議会を持ち、地区内の道路や運動場整備を行っている。財産区が地方自治法の定めるところにより、これらの事業を直接行うことができないことから、財産区が市に費用を繰り出し、市の事業として行われる。支所長（富士岡支所を除く。支所のない御殿場地区は地域振興センター所長）の選任には財産区議会の意見が反映され、支所長の給与は市と財産区が半分ずつ負担している。
御殿場地区御殿場市役所（御殿場市萩原483番地）、御殿場財産区（御殿場市萩原528番地の1）
高根地区高根支所（御殿場市塚原74番地の16）、高根財産区（高根支所内）
玉穂地区玉穂支所（御殿場市茱萸沢750番地）、玉穂財産区（玉穂支所内）
印野地区印野支所（御殿場市印野1710番地の6）、印野財産区（印野支所内）
原里地区原里支所（御殿場市川島田1308番地の1）、原里財産区（原里支所内）
富士岡地区富士岡支所（御殿場市中山435番地の1）、財産区はなし

### 広域行政
御殿場市・小山町広域行政組合御殿場市では隣の小山町と広域行政組合を設置し、火葬業務、ごみ処理（御殿場・小山RDFセンター）、し尿処理、消防を共同で実施している。
行政事務委託御殿場市の南端の神山字須釜地区は地形的に裾野市深良地区と一体化していることから、教育、ゴミ処理、消防などが裾野市に委託されている。
駿豆地区広域市町村圏協議会御殿場市を含む静岡県東部地区の8市4町で広域の行政の課題に取り組んでいる。また、住民票や印鑑登録証明書の交付サービス参加自治体の窓口で受けることができる。駿豆・協議会の参加自治体は沼津市、熱海市、三島市、伊東市、裾野市、伊豆市、伊豆の国市、駿東郡清水町、長泉町、小山町、田方郡函南町。

### 市町合併構想
御殿場市は静岡県東部政令指定都市構想に参加し、他の市町とともに、2013年（平成25年）をめどとして政令指定都市に移行することに2003年（平成15年）に合意した。しかし、他の参加市町と比べて懐疑的であり、2007年（平成19年）時点では隣接する裾野市、小山町、および可能なら長泉町と合併して特例市に移行することを模索していた。

## 議会

### 市議会
- 議長：田代耕一（2022年2月15日就任）
- 副議長：小林恵美子（2022年2月15日就任）
- 定数：21人／現員：20人（任期：2024年2月10日まで[10]）

| 会派名             | 議員数 |
| ------------------ | ------ |
| 新政               | 5      |
| 市民21             | 5      |
| 改新               | 3      |
| 公明党             | 2      |
| 新風ごてんば       | 2      |
| みくりやの郷ネット | 2      |
| 無会派             | 1      |
| 計                 | 20     |

（2022年3月11日時点）

### 県議会
小山町とともに御殿場市・駿東郡北部選挙区を形成する。2011年の選挙による選出議員は以下。
- 池谷晴一
- 和田篤夫

### 衆議院
- 選挙区：静岡5区（三島市、富士市（旧富士川町域を除く）、御殿場市、裾野市、伊豆の国市（旧・伊豆長岡町域）、田方郡、駿東郡）
- 任期：2021年10月31日 - 2025年10月30日
- 投票日：2021年10月31日
- 当日有権者数：458,636人
- 投票率：54.39％

| 当落 | 候補者名 | 年齢 | 所属党派   | 新旧別 | 得票数    | 重複 |
| ---- | -------- | ---- | ---------- | ------ | --------- | ---- |
| 当   | 細野豪志 | 50   | 無所属     | 前     | 127,580票 |      |
| 比当 | 吉川赳   | 39   | 自由民主党 | 前     | 61,337票  | ○    |
|      | 小野範和 | 48   | 立憲民主党 | 新     | 51,965票  | ○    |
|      | 千田光   | 43   | 愛地球党   | 新     | 5,350票   |      |

## 地区

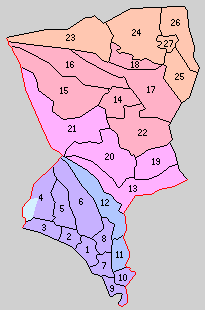
18 高根
17 御殿場
16 玉穂
15 印野
14 原里
22 富士岡

御殿場市誕生前の旧町村単位の地区があり、その中に行政区が設置されている。
- 高根（たかね）地区 - 旧高根村
  - 水土野（みどの） - 旧水土野新田
  - 上小林（かみこばやし） - 旧上小林村
  - 柴怒田（しばんた） - 旧柴怒田村
  - 塚原（つかばら） - 旧塚原村
  - 山尾田（やまおだ） - 旧山尾田村
  - 古沢（ふるさわ） - 旧古沢村
  - 増田（ましだ） - 旧増田村
  - 中丸（なかまる） - 旧中丸村
  - 六日市場（むいかいちば） - 旧六日市場村
  - 清後（せいご） - 旧清後村
  - 山之尻（やまのしり） - 旧山之尻村
  - 大堰（おおせぎ） - 旧大堰村

- 御殿場（ごてんば）地区 - 旧御殿場町(御厨町)
  - 仁杉（ひとすぎ） - 旧仁杉村
  - 小倉野（おぐらの） - 旧小倉野新田
  - 深沢（ふかさわ） - 旧深沢村
  - 西田中（にしたなか） - 旧西田中村
  - 東田中（ひがしたなか） - 旧東田中村
  - 御殿場 - 旧御殿場村
  - 北久原（ほっくばら） - 旧北久原村
  - 二枚橋（にまいばし） - 旧二枚橋村
  - 萩原（はぎわら） - 旧萩原村
  - 東山（ひがしやま） - 旧東山新田
  - 新橋（にいはし） - 旧新橋村
  - 二の岡（にのおか）

- 玉穂（たまほ）地区 - 旧玉穂村
  - 中畑（なかばた） - 旧中畑村
  - 茱萸沢（ぐみざわ） - 旧茱萸沢村
  - 川柳（かわやなぎ） - 旧川柳新田

- 印野（いんの）地区 - 旧印野村

- 原里（はらさと）地区 - 旧原里村
  - 永塚（ながつか） - 旧永塚村
  - 保土沢（ほとざわ） - 旧保土沢新田
  - 川島田（かわしまた） - 旧川島田村
  - 杉名沢（すぎなざわ） - 旧杉名沢村
  - 神場（じんば） - 旧神場村
  - 板妻（いたづま） - 旧板妻村

- 富士岡（ふじおか）地区 - 旧富士岡村
  - 竃（かまど） - 旧竃新田
  - 沼田（ぬまた） - 旧沼田村
  - 萩蕪（はぎかぶ） - 旧萩蕪村
  - 駒門（こまかど） - 旧駒門新田
  - 中清水（なかしみず） - 旧中清水村
  - 二子（ふたご） - 旧二子村
  - 中山（なかやま） - 旧中山村
  - 大坂（おおさか） - 旧大坂村
  - 富士見原（ふじみはら）
  - 神山平（こうやまだいら）
  - 神山（こうやま） - 旧神山村

## 経済

### 農林業
標高の低い耕地は主に水田として稲作に利用される。水田では冬場には富士山の地下水を張り、水かけ菜（単に水菜とも）という野菜の栽培も行われる。水かけ菜は漬物にされ、御殿場の特産品の一つになっている。標高の高い耕地では畑作が行なわれる。湧水のそばではワサビ栽培が行われている。
また、中国から導入した金華豚の飼育も行われ、高級ブランド豚としてハムなどに加工されている。
山地では林業が行なわれ、ヒノキやスギなどが栽培されている。
かつては養蚕が盛んだったが、現在は行なわれていない。

### 工業
東名高速道路開通以降、積極的に工業誘致が行われた。駒門工業団地にはウシオ電機やリコーなどがある。上質な地下水を利用してキリンディスティラリー（旧キリンシーグラム）がウイスキーを、米久が御殿場高原ビールの製造を行っている。

### 商業
御殿場駅開業（1889年）以前は大字御殿場付近が商業の中心地であった。その後、御殿場駅開業後により駅周辺の新橋、森の腰、湯沢地区に商店街が形成された。その後はモータリゼーションが進み、スーパーマーケットやホームセンターといった大型ロードサイド店舗が郊外の幹線道路沿いに多く見られるようになった。特に国道246号バイパス沿いは大型店が多い。このため、駅前の商店街は衰退しつつある。また、区画整理事業により東田中地区にも大型店が集まっている。
- 御殿場プレミアム・アウトレット：市内最大の商業施設
- ノジマ御殿場店（家電量販店）
- カインズホーム（ホームセンター）

### 観光
富士登山の拠点や避暑別荘地として、また箱根や富士五湖への通過地として発展した。戦前、東山・二の岡地区にはアメリカ村と呼ばれた外国人の別荘や、秩父宮雍仁親王や西園寺公望、岸信介ら政官界要人の別荘も存在した。現在もなお、当時の別荘や教会が僅かながら点在し、個人別荘や企業の保養所が多い場所である。

### 基地経済
多数の防衛施設を抱えているため、地元経済への影響は無視できない。自衛隊員が暮らすことによる経済効果のほかに、演習場の賃貸料や防衛施設周辺整備のための公共事業による資本流入がある。

## 姉妹都市・提携都市

### 海外
- アメリカ合衆国 チェンバーズバーグ市（1960年8月22日提携）
- アメリカ合衆国 ビーバートン市（1987年10月22日提携）
- 大韓民国 論山市（2016年7月28日提携）

## 教育
- 専門学校
  - 御殿場看護学校

- 高等学校
  - 静岡県立御殿場高等学校
  - 静岡県立御殿場南高等学校
  - 私立御殿場西高等学校

- 中学校
  - 御殿場市立御殿場中学校
  - 御殿場市立南中学校
  - 御殿場市立富士岡中学校
  - 御殿場市立原里中学校
  - 御殿場市立西中学校
  - 御殿場市立高根中学校

- 小学校
  - 御殿場市立御殿場小学校
  - 御殿場市立東小学校
  - 御殿場市立御殿場南小学校
  - 御殿場市立富士岡小学校
  - 御殿場市立神山小学校
  - 御殿場市立原里小学校
  - 御殿場市立朝日小学校
  - 御殿場市立玉穂小学校
  - 御殿場市立印野小学校
  - 御殿場市立高根小学校
  - 御殿場市立高根小学校上小林分校

- 特別支援学校
  - 静岡県立御殿場特別支援学校（小・中・高）

- 国立中央青少年交流の家（青少年用教育・研修施設）

## 交通

### 鉄道路線
- 東海旅客鉄道（JR東海）
  - 御殿場線

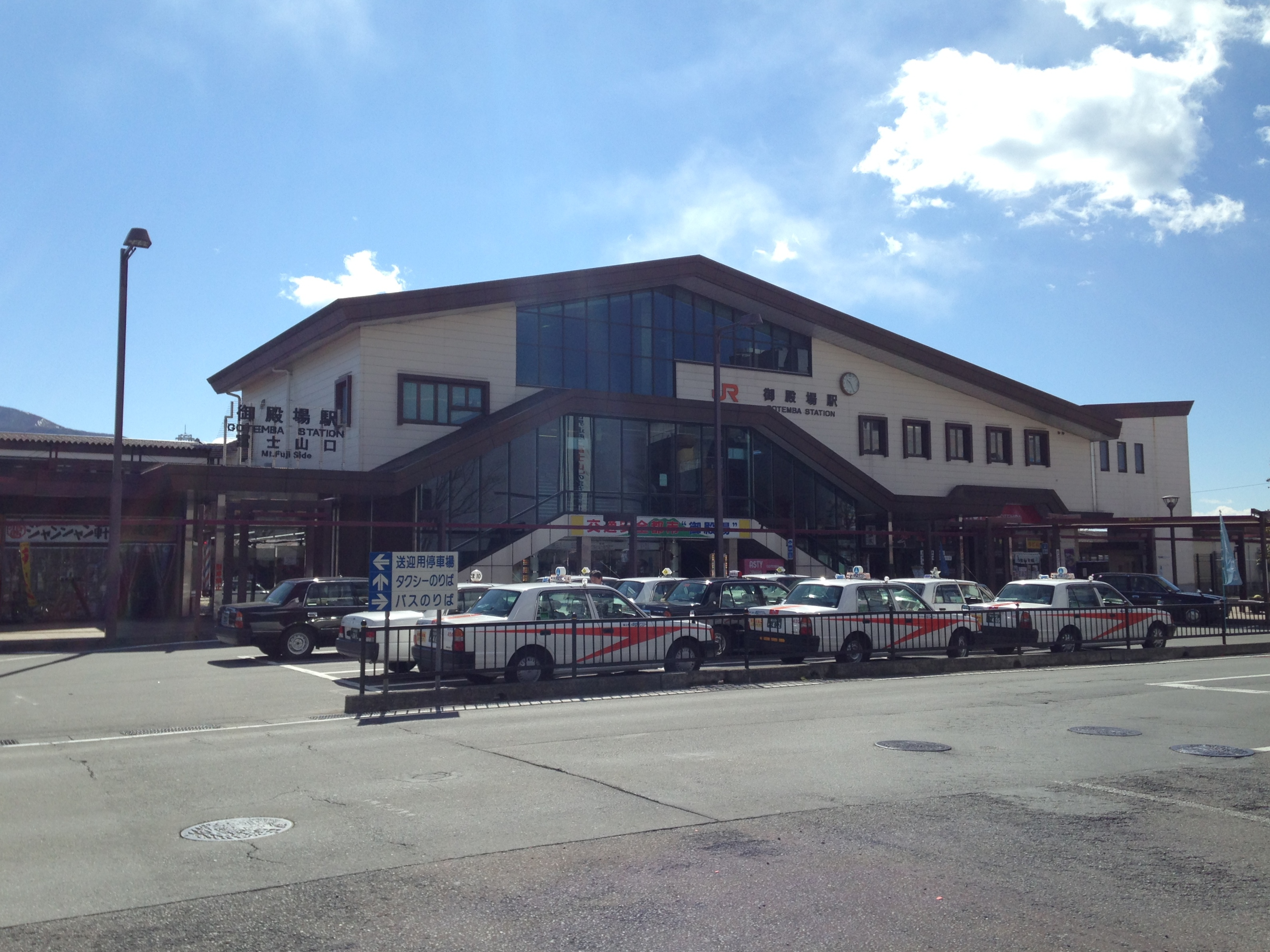
御殿場駅

    - （小山町）- 御殿場駅 - 南御殿場駅 - 富士岡駅 -（裾野市）

中心となる駅は御殿場駅で、小田急小田原線を経由して新宿駅を結ぶ特急「ふじさん」が発着している。

### 道路

#### 路線
高速道路
- 東名高速道路
  - 御殿場インターチェンジ（御殿場IC）：市南部は裾野ICの方が近い。
  - 足柄サービスエリア（足柄SA）：上り線の大部分が御殿場市域に含まれる。上下線ともスマートインターチェンジが設置されている。
  - 駒門パーキングエリア（駒門PA）：上下線ともスマートインターチェンジが設置されている。
- 新東名高速道路
  - 新御殿場インターチェンジ（新御殿場IC）：御殿場バイパスとも接続。
  - 御殿場ジャンクション（御殿場JCT）：新東名高速道路・東名高速道路間。東名・名古屋方面⇔新東名・名古屋方面、東名・東京方面⇔新東名・東京方面の相互行き来は不可能。

この他、東富士五湖道路や中央自動車道（富士吉田線）へは須走道路および御殿場バイパスを介して接続。
一般国道
- 国道138号
- 国道246号
- 国道469号

県道
- 静岡県道23号御殿場富士公園線
- 静岡県道78号御殿場大井線
- 静岡県道150号足柄停車場富士公園線
- 静岡県道151号須走小山線
- 静岡県道153号御殿場停車場線
- 静岡県道155号滝ケ原富士岡線
- 静岡県道157号五本地御殿場線
- 静岡県道337号仙石原新田線
- 静岡県道394号沼津小山線
- 静岡県道401号御殿場箱根線
- 静岡県道406号仁杉柴怒田線
- 静岡県道418号須走御殿場線

有料道路
- 箱根スカイライン

#### 呼称のある道路
慣習および、市による名称設定で呼称がある道路には以下がある。
旧246（きゅうにーよんろく）国道246号の旧道である県道78号、県道394号線。現在の国道246号よりも信号が少ない。
旧138（きゅういちさんぱ、きゅういちさんはち）
国道138号の旧道である県道401号の御殿場市街地部分。かつては沼津ぐるめ街道に倣い「御殿場ぐるめ街道」の呼称も付けられたが、定着しなかった。
滝ヶ原街道県道153号および県道23号。御殿場駅前から滝ヶ原地区を通って富士山五合目に向かう道。
板妻街道御殿場駅そばの森の腰商店街から原里小学校前を経て、板妻地区へ向かう道。原里小学校から東側は市道、西側は国道469号となる。裾野市須山の十里木と小山町竹之下を結ぶ十里木街道（じゅうりぎかいどう）とも呼ばれる。
東大路線（ひがしおおじせん）御殿場駅前から御殿場幼稚園前を経て杉原交差点（県道78号と県道394号線の分岐）まで続く市道。細いが交通量が多い。
御東原循環線（ごとうばらじゅんかんせん）国道138号の湖水前交差点から御殿場南小学校前を経て旧246まで続く市道。比較的道幅が広い。
マイロード御殿場駅前のホテル御殿場館21と、BE-ONEビルの間の通り。富士山に向かって一方通行となっている。かつては「劇場通り」と呼ばれていたが、映画館が一軒になったため改称された。
東田中はなみずき通り東田中鮎沢区画整理事業で誕生した通り。市道新橋深沢線のうち、国道138号と旧138号の間の通りの名称。片側1車線だが、中央部分を広く確保することで、沿道のどちら側の施設にも入りやすいようになっているほか、無電柱化することで景観に配慮している。
ロマンチック街道二の岡付近の御東原循環線から御殿場高原時之栖へ向かう、駿東広域農道の名称。信号がほとんどなく裾野市方面との抜け道として使われる。沼田地区がブルーベリーを中心とした観光振興のために名称の定着を推進している。
東部幹線御東原循環線の東名高速ガード付近から、旧138号を経て国道138号方向へ北東に延びる市道。現在開通している区間は全線片側2車線である。計画ではさらに北および南へ延びる予定となっている。
昭和通り滝ヶ原街道の若宮付近から南へ延びる道。川島田付近では旧246の1本西側の道となる。東京の昭和通りとは違い、道幅は狭い。

### 路線バス
御殿場駅を中心に市内各地や駿東郡小山町、裾野市、三島市、山梨県の富士五湖、神奈川県足柄下郡箱根町方面へ路線バスが運行している。
- 富士急グループ
  - 富士急モビリティ
  - 富士急バス
  - 富士急シティバス
- 小田急グループ
  - 箱根登山バス
  - 小田急ハイウェイバス

### 高速バス
御殿場市はJRの幹線である東海道本線や東海道新幹線から遠く、御殿場線も1時間当たり1 - 2本と本数は少ない。また市の中心部から東名御殿場ICが近いため、高速バスがよく使われる。
- 東名御殿場（一部は御殿場インター前）に停車する高速バス
  - JRバス関東・JRバステック・JR東海バス（東名ハイウェイバス、東京駅 - 東名御殿場 - 静岡駅・浜松駅・名古屋駅）
  - 小田急ハイウェイバス（バスタ新宿（新宿駅） - 東名御殿場 - 御殿場駅 - 箱根小田急山のホテル）
  - 小田急ハイウェイバス・京浜急行バス（羽田空港・横浜駅 - 御殿場インター前・御殿場駅・箱根桃源台）※御殿場インター前に停車
  - 富士急静岡バス・京成バス（成田空港 - 東名御殿場・新富士駅・鷹岡車庫）
  - JRバス関東・西日本JRバス（グラン昼特急号・青春昼特急号、東京駅・東名御殿場 - 新城・京都駅・大阪駅）
  - フジエクスプレス・相鉄バス（横浜駅 - 東名御殿場・御殿場駅・御殿場市立図書館前・河口湖駅）
  - 遠州鉄道（東京ディズニーランド・国際展示場駅・山下公園前・横浜駅・東名御殿場 - 浜松駅）
  - しずてつジャストライン・東急トランセ（渋谷駅・東名御殿場 - 藤枝駅・富士山静岡空港・相良営業所）

- 御殿場駅に停車する高速バス
  - 小田急ハイウェイバス（バスタ新宿（新宿駅） - 東名御殿場 - 御殿場駅 - 箱根小田急山のホテル）
  - 小田急ハイウェイバス・京浜急行バス（羽田空港・横浜駅 - 御殿場インター前・御殿場駅・箱根桃源台）
  - 富士急湘南バス・近鉄バス（金太郎号、近鉄なんば駅・大阪駅・京都駅 - 御殿場駅・小田原駅）
  - フジエクスプレス・相鉄バス（横浜駅 - 東名御殿場・御殿場駅・御殿場市立図書館前・河口湖駅）
  - 富士急モビリティ（河口湖駅 - 御殿場駅 - 富士山静岡空港）

- 御殿場市立図書館前に停車する高速バス
  - 富士急バス・フジエクスプレス・京王バス・東急トランセ（渋谷駅 - 御殿場市立図書館前・河口湖駅・富士山駅）
  - フジエクスプレス・相鉄バス（横浜駅 - 東名御殿場・御殿場駅・御殿場市立図書館前・河口湖駅）

この他、御殿場プレミアム・アウトレット発着の高速バスが運行されている。
以上のバスを合計すると1日100本前後の高速バスが運行されている。

### 空港
市内に空港は無い。米軍キャンプ富士内に滑走路があるが民間への開放は行われていない。東京国際空港（羽田空港）へ空港連絡バスが運行されている。

## メディア
- 岳麓新聞
- エフエム御殿場（富士山GOGOエフエム）
- 静岡新聞 御殿場支局

放送に関しては、御殿場市は県内有数の電波銀座でもある。市内の広い範囲で東京スカイツリーからの在京キー局5局（日本テレビ、テレビ朝日、TBS、テレビ東京、フジテレビ）の電波が受信可能である。しかし本来放送エリアではないので、場所や受信機器によって映り具合が大きく異なる。また場所によっては、大型のUHFアンテナを大野山中継局に向けると、テレビ神奈川（tvk）も受信出来たり、山梨県境付近の一部では山梨県のテレビ放送も受信出来る。これは小山町もほぼ同様である。また、市内の一部ではワンセグにより、在京キー局の地上デジタル放送が受信できることが確認されている。

## 名所・旧跡・観光スポット

### 観光施設
- 御殿場プレミアム・アウトレット
- 御殿場高原時之栖、御殿場高原ビール

### 神社
- 吾妻神社（御殿場東照宮）：江戸時代の将軍御殿跡。御殿場の名の由来。
- 新橋浅間神社：御殿場駅の富士山口（西口）にある、市内の中心的神社。
- 二岡神社：北駿最古級の神社。古い石灯籠と大きな社叢、ヒメボタル鑑賞で知られる。
- 神場山神社：「厄災・悪縁切り」神社として有名。
- 駒門浅間神社：新東名高速道路建設に伴い遷座した新しい神社。

### 文化施設
- 秩父宮記念公園：秩父宮雍仁親王・同妃勢津子が過ごした元別邸を整備、公開した公園。
- 平和公園：仏舎利塔
- 御殿場東山ミュージアムパーク
- (仮称)富士山木のおもちゃ美術館：市が印野地区に2025年度開設を予定[12]。

### スポーツ・アウトドア
- 御殿場市馬術・スポーツセンター
- ふれあいプール玉穂
- 御殿場市体育館
- 御殿場市陸上競技場
- 御殿場市中央テニスコート
- 東山湖フィッシングエリア
- 乙女森林公園キャンプ場（第1・第2）

#### ゴルフ場
- 富士平原ゴルフクラブ
- 太平洋クラブ
  - 御殿場コース
  - 御殿場WEST
- 富士御殿場ゴルフ倶楽部
- 富士カントリークラブ
- ベルビュー長尾ゴルフ倶楽部
- 御殿場ゴルフ倶楽部
- 小田原ゴルフ倶楽部 日動御殿場コース
- レンブラントゴルフ倶楽部 御殿場

### 日帰り温泉
長らく箱根の西側には温泉が出ないとされ、1970年代の試掘でも温度が低い泉脈しか見いだせなかったが、1980年代以降に開発が進む中でいくつかの温泉が見出されるようになった。
- ごてんば市 温泉会館
- 富士八景の湯
- 御胎内温泉 健康センター
- 御殿場高原時之栖
  - 天然温泉 茶目湯殿
  - 天然温泉 気楽坊

### 自然・旧跡
- 深沢城（県史跡）
- 太郎坊
- 駒門風穴

### 陸上自衛隊
- 東富士演習場
- 滝ヶ原駐屯地
- 板妻駐屯地
- 駒門駐屯地

## イベント
- 富士山太鼓まつり（7月）
- 富士登山駅伝（8月第一日曜日）
- 富士総合火力演習（8月下旬）
- アークラ大サーカス（11月第一土曜日・日曜日）

## PR
- 毎年御殿場市のキャンペーンガールとして3人の「富士娘」が選ばれる。同市の観光宣伝を担う。

## 御殿場に関連する著名人

### 出身者
- 田代寿雄：元三井鉱山社長・帝国石油社長
- 勝間田清一：日本社会党元委員長
- 青山良道：元東京都中野区長
- 富原薫：作詞家
- 杉山茂樹：スポーツライター
- 刈屋富士雄：NHKアナウンサー
- 田代あい：フリーアナウンサー
- 上村渉：小説家
- 勝俣州和：タレント、芸人　※生まれは宮城県仙台市
- 鈴木英夫：元兼松江商社長・会長
- 芹澤名人：お笑い芸人、俳優
- 杉山彩子：女優
- 大村朋宏：お笑い芸人（トータルテンボス）
- 藤田憲右：お笑い芸人（トータルテンボス）
- 永井真理子：歌手
- 初鹿野剛：バリトン歌手
- 中川玲：声優
- 堀内賢雄[14]：声優
- 川俣慎一郎：サッカー選手
- 芹澤信雄：プロゴルファー
- 天沼知恵子：女子プロゴルファー
- 渡辺篤：バイクレーサー
- 勝野雅奈恵：女優、フラダンサー
- 勝野洋輔：俳優
- 味方隆司：ミュージカル俳優
- 西田ひらり：歌手
- なえなの：インフルエンサー
- 藤ゆうこ：元歌手
- REDALiCE：作曲家
- BBゴロー：お笑い芸人、モノマネ芸人、怪談師　※生まれは北海道富良野市
- 吉田響∶陸上長距離ランナー

### ゆかりの人物
- 西園寺公望：御殿場に別荘。
- 樺山資紀：御殿場に別荘。
- 井上準之助：御殿場に別荘。
- 松岡洋右 ：御殿場に別荘。
- 松本烝治：御殿場に別荘。
- 小泉信三：御殿場に別荘。
- 広岡浅子：御殿場に別荘。
- 神田盾夫：御殿場に居住。学者。
- 岸信介：御殿場に別荘。政界引退後移住。「御殿場の妖怪」の異名。御殿場東山ミュージアムパークとして公開されている。
- 黒澤明：御殿場に別荘。周辺で撮影した映画多数。
- 東山千栄子：御殿場に居住。女優。
- 佐々木たづ：児童文学作家
- 秩父宮雍仁親王・同妃勢津子：御殿場に別邸。秩父宮記念公園として公開されている。
- 西島三重子：御殿場に在住。歌手。
- 村木賢吉：御殿場に在住。演歌歌手。
- 上野高広：御殿場に在住[15]。D1ドライバー、ティーアンドイー代表。
- ジョン・オコーナー：一時居住。
- 勝野洋、キャシー中島、勝野七奈美：一時居住。

## 舞台となった作品
※発表順
映画
- 赤線基地：三國連太郎主演による1953年の日本映画。米軍基地の周辺で生きる人々の生活を描く。
- やくざ刑事 恐怖の毒ガス：千葉真一主演による1971年の日本映画。富士山麓での銃撃戦がロケされた。
- 戦国自衛隊： 千葉真一が主演・アクション監督を務めた、角川春樹事務所制作による1979年のSF時代劇映画で、騎馬シーンを富士山麓にて撮影[16]。
- 将軍家光の乱心 激突：1989年の時代劇。千葉真一がアクション監督を務め、騎馬シーンを富士山麓にて撮影[17]

アニメ
- 新世紀エヴァンゲリオン（1994年）：舞台となる第三新東京市は箱根町と御殿場市にまたがると設定されている。

漫画
- アイアムアヒーロー（2012年）：御殿場アウトレットモールなどが登場。